# Busco un marido para mi mujer
Busco un marido para mi mujer es una película argentina en blanco y negro dirigida por Arturo S. Mom sobre su propio guion que se estrenó el 21 de septiembre de 1938 y que tuvo como protagonistas a Luis Arata, Nedda Francy, Oscar Villa, Santiago Gómez Cou y Aída Olivier. Raúl González Tuñón compuso la letra de la canción y tuvo a su cargo su recitado.

## Sinopsis
Para poder heredar una fortuna, una joven se casa con un ladrón que entra en su casa, quien la ayuda a buscar otro marido.

## Reparto
- Luis Arata
- Nedda Francy
- Oscar Villa
- Santiago Gómez Cou
- Aída Olivier
- Olimpio Bobbio
- Juan José Piñeiro
- Fernando Campos
- José Blanco
- María Esther Emery
- Julián de Meriche
- Darío Cossier
- Francisco Audenino
- Salvador Sinaí
- Manuel Migoya
- Beatriz Galíndez
- Celia Mendes
- Tato Torres
- Miguel Carlés
- Antonio Barreto
- Luis Fernández

## Comentarios
Para Calki la película es "nada extraordinario: tan sólo buen humor...liviana farsa" y Manrupe y Portela apuntan: "Disparatada y algo divertida. Un intento de Mom por hacer una comedia a la americana".